# Elecciones al Senado de Argentina de 1995
Las Elecciones al Senado de la Nación Argentina de 1995 fueron realizadas a lo largo del mencionado año por las Legislaturas de las respectivas provincias para renovar 40 de las 72 bancas del Senado de la Nación. 
Fue la primera elección senatorial realizada bajo la reforma constitucional de 1994. La reforma introdujo la figura del tercer senador, que representaría a la minoría. De esta forma el número de senadores asciende de 48 a 72, dos por la mayoría y uno por la minoría. El mandato de los senadores se redujo de 9 a 6 años.
La reforma también establece que los senadores ahora serán electos por voto popular en lugar de las legislaturas de sus respectivas provincias. Esto no pasaría hasta la elección legislativa de 2001, cuando todos los senadores electos previamente hayan terminado su mandato. El Partido Justicialista mantuvo su mayoría.

## Cargos a elegir
| Provincia              | Senado    | Senado    |
| Provincia              | Senadores | A renovar |
| ---------------------- | --------- | --------- |
| Buenos Aires           | 3         | 2         |
| Ciudad de Buenos Aires | 3         | 1         |
| Catamarca              | 3         | 2         |
| Chaco                  | 3         | 1         |
| Chubut                 | 3         | 2         |
| Córdoba                | 3         | 2         |
| Corrientes             | 3         | 2         |
| Entre Ríos             | 3         | 2         |
| Formosa                | 3         | 1         |
| Jujuy                  | 3         | 1         |
| La Pampa               | 3         | 1         |
| La Rioja               | 3         | 2         |
| Mendoza                | 3         | 2         |
| Misiones               | 3         | 1         |
| Neuquén                | 3         | 1         |
| Río Negro              | 3         | 2         |
| Salta                  | 3         | 2         |
| San Juan               | 3         | 2         |
| San Luis               | 3         | 2         |
| Santa Cruz             | 3         | 2         |
| Santa Fe               | 3         | 2         |
| Santiago del Estero    | 3         | 2         |
| Tierra del Fuego       | 3         | 2         |
| Tucumán                | 3         | 1         |
| Total                  | 72        | 40        |

## Resultados
| Partido                           | Partido                           | Partido                           | Bancas      | Bancas      | Bancas      | Bancas      |
| Partido                           | Partido                           | Partido                           | Obtenidas   | +/-         | Totales     | +/-         |
| --------------------------------- | --------------------------------- | --------------------------------- | ----------- | ----------- | ----------- | ----------- |
|                                   | Partido Justicialista             | Partido Justicialista             | 17/40       | 10          | 39/72       | 9           |
|                                   | Unión Cívica Radical              | Unión Cívica Radical              | 15/40       | 9           | 20/72       | 9           |
|                                   |                                   | Partido Autonomista de Corrientes | 1/40        | Sin cambios | 1/72        | Sin cambios |
|                                   | Partido Liberal de Corrientes     | 0/40                              | Sin cambios | 1/72        | Sin cambios |             |
| Total Pacto Autonomista - Liberal | Total Pacto Autonomista - Liberal | Total Pacto Autonomista - Liberal | 1/40        | Sin cambios | 2/72        | Sin cambios |
|                                   | Movimiento Popular Fueguino       | Movimiento Popular Fueguino       | 1/40        | Sin cambios | 2/72        | 1           |
|                                   | Frente País Solidario             | Frente País Solidario             | 1/40        | 1           | 1/72        | 1           |
|                                   | Fuerza Republicana                | Fuerza Republicana                | 1/40        | 1           | 1/72        | 1           |
|                                   | Partido Renovador de Salta        | Partido Renovador de Salta        | 1/40        | 1           | 1/72        | 1           |
|                                   | Partido Bloquista                 | Partido Bloquista                 | 1/40        | Sin cambios | 1/72        | Sin cambios |
|                                   | Movimiento Popular Neuquino       | Movimiento Popular Neuquino       | 0/40        | 1           | 2/72        | Sin cambios |
|                                   | Cruzada Renovadora                | Cruzada Renovadora                | 0/40        | 1           | 1/72        | Sin cambios |
| Bancas vacantes                   | Bancas vacantes                   | Bancas vacantes                   | 2/40        | 2           | 2/72        | 2           |

## Resultados por provincia
| Provincia           | Senador saliente           | Partido | Partido                           | Senador electo                   | Partido                          | Partido                           |
| ------------------- | -------------------------- | ------- | --------------------------------- | -------------------------------- | -------------------------------- | --------------------------------- |
| Buenos Aires        | Edison Otero               |         | Unión Cívica Radical              | Jorge Antonio Villaverde         |                                  | Partido Justicialista             |
| Catamarca           | Mario Nallib Fadel         |         | Partido Justicialista             | Vacante hasta el fin del período | Vacante hasta el fin del período | Vacante hasta el fin del período  |
| Chubut              | Hipólito Solari Yrigoyen   |         | Unión Cívica Radical              | Osvaldo Sala                     |                                  | Partido Justicialista             |
| Córdoba             | Jorge Joaquín Cendoya      |         | Unión Cívica Radical              | Eduardo Angeloz                  |                                  | Unión Cívica Radical              |
| Corrientes          | José Antonio Romero Feris  |         | Partido Autonomista de Corrientes | José Antonio Romero Feris        |                                  | Partido Autonomista de Corrientes |
| Entre Ríos          | Ricardo Lafferriere        |         | Unión Cívica Radical              | Héctor María Maya                |                                  | Partido Justicialista             |
| La Rioja            | Libardo Sánchez            |         | Partido Justicialista             | Jorge Yoma                       |                                  | Partido Justicialista             |
| Mendoza             | José Genoud                |         | Unión Cívica Radical              | Carlos de la Rosa                |                                  | Partido Justicialista             |
| Río Negro           | Faustino M. Mazzucco       |         | Unión Cívica Radical              | Edgardo José Gagliardi           |                                  | Unión Cívica Radical              |
| Salta               | Julio Argentino San Millán |         | Partido Justicialista             | Julio Argentino San Millán       |                                  | Partido Justicialista             |
| San Juan            | Leopoldo Bravo             |         | Partido Bloquista                 | Leopoldo Bravo                   |                                  | Partido Bloquista                 |
| San Luis            | Oraldo Britos              |         | Partido Justicialista             | Bernardo Pascual Quinzio         |                                  | Partido Justicialista             |
| Santa Cruz          | Pedro Eustacio Molina      |         | Partido Justicialista             | Cristina Fernández de Kirchner   |                                  | Partido Justicialista             |
| Santa Fe            | Luis Rubeo                 |         | Partido Justicialista             | Carlos Reutemann                 |                                  | Partido Justicialista             |
| Santiago del Estero | Omar Muhamad Vaquir        |         | Partido Justicialista             | Omar Muhamad Vaquir              |                                  | Partido Justicialista             |
| Tierra del Fuego    | Daniel Esteban Martínez    |         | Partido Justicialista             | Carlos Manfredotti               |                                  | Partido Justicialista             |

1. ↑  Desde el 24 de abril de 1996.
2. ↑  Renuncia el 9 de diciembre de 1997, lo reemplaza Mario Luis Bartolucci (PJ) el 9 de diciembre de 1997. Mario Luis Bartolucci falleció el 6 de noviembre de 1998, lo reemplaza Carlos Sergnese (PJ) el 14 de abril de 1999. Carlos Sergnese renuncia el 14 de marzo de 2001, lo reemplaza Héctor Omar Torino (PJ) el 14 de marzo de 2001.
3. ↑  Renuncia el 9 de diciembre de 1997, lo reemplaza Daniel Varizat (PJ) el 3 de diciembre de 1997.
4. ↑  Renuncia el 10 de diciembre de 1999 para asumir como Gobernador de Santa Fe, lo reemplaza Arturo Rolando di Pietro (PJ) el 11 de diciembre de 1999. Arturo Rolando di Pietro falleció el 24 de diciembre de 2000, lo reemplaza Carlos Delcio Funes (PJ) el 7 de marzo de 2001. Carlos Delcio Funes falleció el 29 de julio de 2001, lo reemplaza Miguel Ángel Robles (PJ) 8 de agosto de 2001.
5. ↑  Renuncia el 8 de agosto de 2001 para asumir como Embajador en Kuwait. Lo reemplaza Eduardo Ramón Contato Carol (PJ) el 15 de agosto de 2001.
6. ↑  Renuncia el 15 de diciembre de 1999 para asumir como Gobernador de Tierra del Fuego. Lo reemplaza Gerardo Luis Palacios (PJ) el 15 de diciembre de 1999.

### Tercer Senador
Debido a la reforma constitucional de 1994 se suma un tercer senador en representación de la minoría.
| Provincia           | Senador electo                   | Partido/Alianza                  | Partido/Alianza                  |
| ------------------- | -------------------------------- | -------------------------------- | -------------------------------- |
| Buenos Aires        | Leopoldo Moreau                  |                                  | Unión Cívica Radical             |
| Capital Federal     | Graciela Fernández Meijide       |                                  | Frente País Solidario            |
| Catamarca           | Vacante hasta el fin del período | Vacante hasta el fin del período | Vacante hasta el fin del período |
| Chaco               | Horacio Aníbal Zalazar           |                                  | Partido Justicialista            |
| Chubut              | José María Sáez                  |                                  | Unión Cívica Radical             |
| Córdoba             | José Manuel de la Sota           |                                  | Partido Justicialista            |
| Corrientes          | Ángel Francisco Pardo            |                                  | Partido Justicialista            |
| Entre Ríos          | Alcides Humberto López           |                                  | Unión Cívica Radical             |
| Formosa             | Alberto Ramón Maglietti          |                                  | Unión Cívica Radical             |
| Jujuy               | Humberto Salum                   |                                  | Unión Cívica Radical             |
| La Pampa            | Antonio Berhongaray              |                                  | Unión Cívica Radical             |
| La Rioja            | Raúl Alfredo Galván              |                                  | Unión Cívica Radical             |
| Mendoza             | José Genoud                      |                                  | Unión Cívica Radical             |
| Misiones            | Ernesto René Oudín               |                                  | Partido Justicialista            |
| Neuquén             | Daniel Baum                      |                                  | Partido Justicialista            |
| Río Negro           | Horacio Massaccesi               |                                  | Unión Cívica Radical             |
| Salta               | Roberto Ulloa                    |                                  | Partido Renovador de Salta       |
| San Juan            | José Luis Gioja                  |                                  | Partido Justicialista            |
| San Luis            | Jorge Alfredo Agúndez            |                                  | Unión Cívica Radical             |
| Santa Cruz          | Juan Ignacio Melgarejo           |                                  | Unión Cívica Radical             |
| Santa Fe            | Horacio Usandizaga               |                                  | Unión Cívica Radical             |
| Santiago del Estero | Javier Reynaldo Meneghini        |                                  | Unión Cívica Radical             |
| Tierra del Fuego    | Ruggero Preto                    |                                  | Movimiento Popular Fueguino      |
| Tucumán             | Carlos Humberto Almirón          |                                  | Fuerza Republicana               |

1. ↑  Renuncia en 1996, el Senado acepta su renuncia el 9 de diciembre de 1997, la reemplaza Pedro Del Piero (FREPASO) el 10 de diciembre de 1997.
2. ↑  Renuncia el 14 de julio de 1999 para asumir como Gobernador de Córdoba, lo reemplaza Beatriz Irma Raijer (PJ) el 14 de julio de 1999.
3. ↑  Renuncia el 10 de diciembre de 1999 para asumir como Secretario de Agricultura, Ganadería, Pesca y Alimentación de la Nación, lo reemplaza Néstor Daniel Rostán (UCR) el 15 de diciembre de 1999.
4. ↑  Desde el 11 de diciembre de 1996.
5. ↑  Desde el 3 de julio de 1996.
6. ↑  Renuncia el 29 de noviembre de 2000, lo reemplaza Nélida Susana Martínez Peláez (UCR) el 29 de noviembre de 2000.
7. ↑  Desde el 14 de febrero de 1996.
8. ↑  Falleció el 16 de diciembre de 1999, nunca fue reemplazado. La banca queda vacante hasta el fin del período.

#### Capital Federal
Según establecía la Disposición Transitoria Cuarta de la constitución nacional de 1994 el senador por la Capital Federal debía ser electo mediante el sistema de voto directo. La elección se realizó el 8 de octubre de 1995.
|  | 45,56 % |

|  | 21,48 % |

|  | 1,63 % |

|  | 1,28 % |

|  | 24,39 % |

|  | 17,37 % |

|  | 5,22 % |

|  | 22,59 % |

|  | 2,31 % |

|  | 1,57 % |

|  | 0,86 % |

|  | 0,81 % |

|  | 0,57 % |

|  | 0,56 % |

|  | 0,47 % |

|  | 0,32 % |

|  | 95,51 % |

|  | 3,36 % |

|  | 1,13 % |

|  | 73,72 % |

|  | 100 % |

## Boletas en Capital Federal

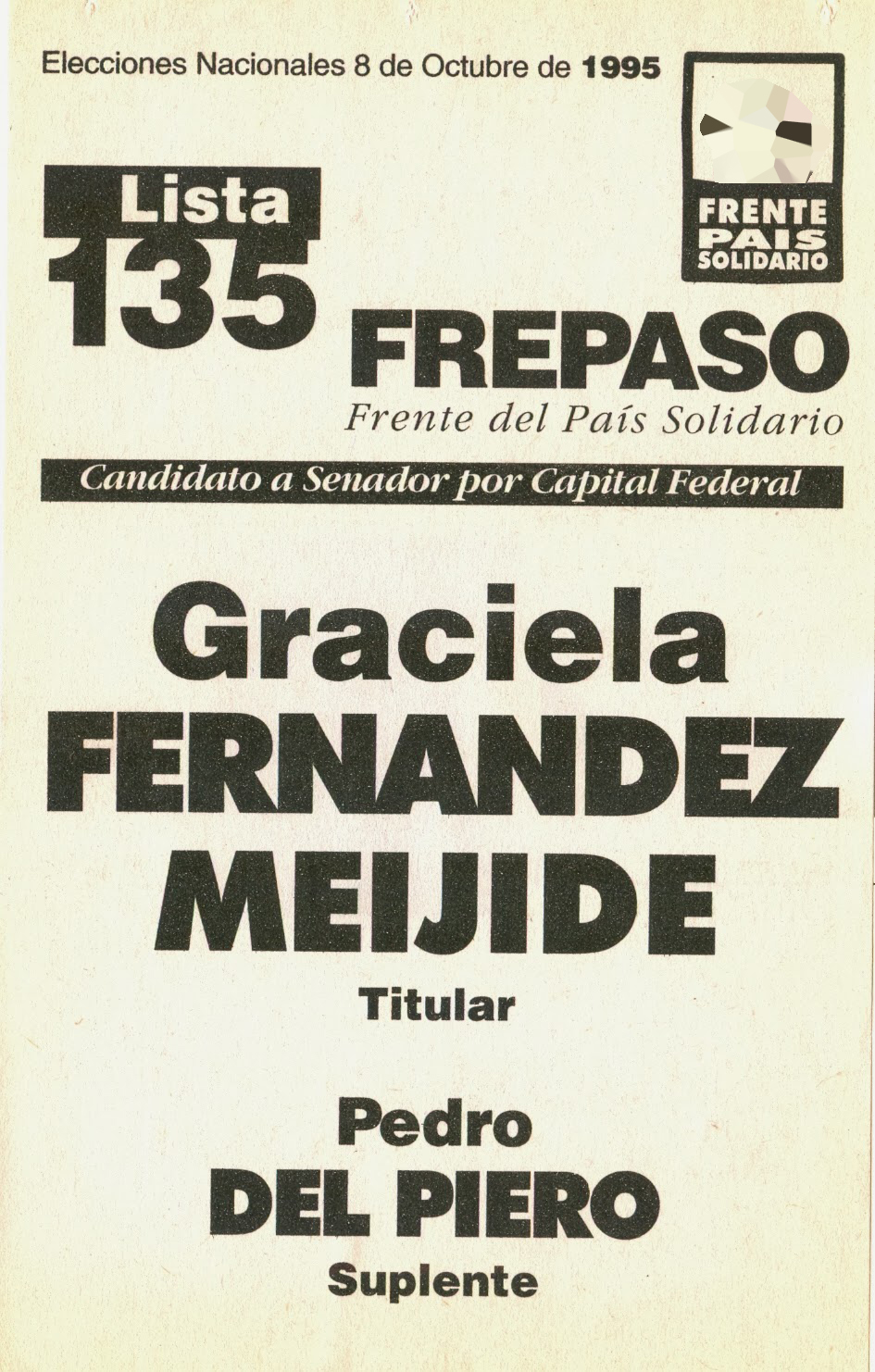
Frente País Solidario
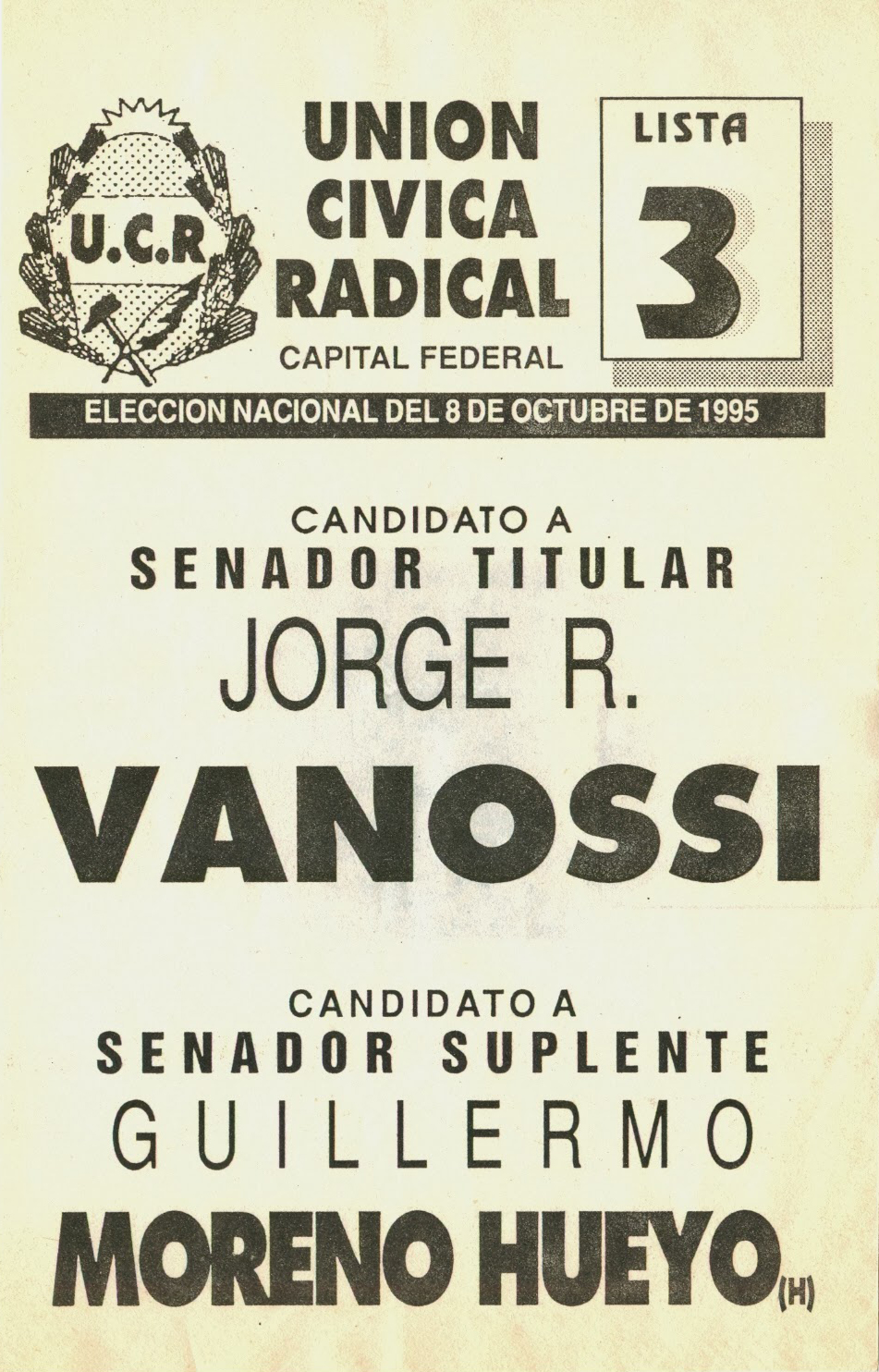
Unión Cívica Radical
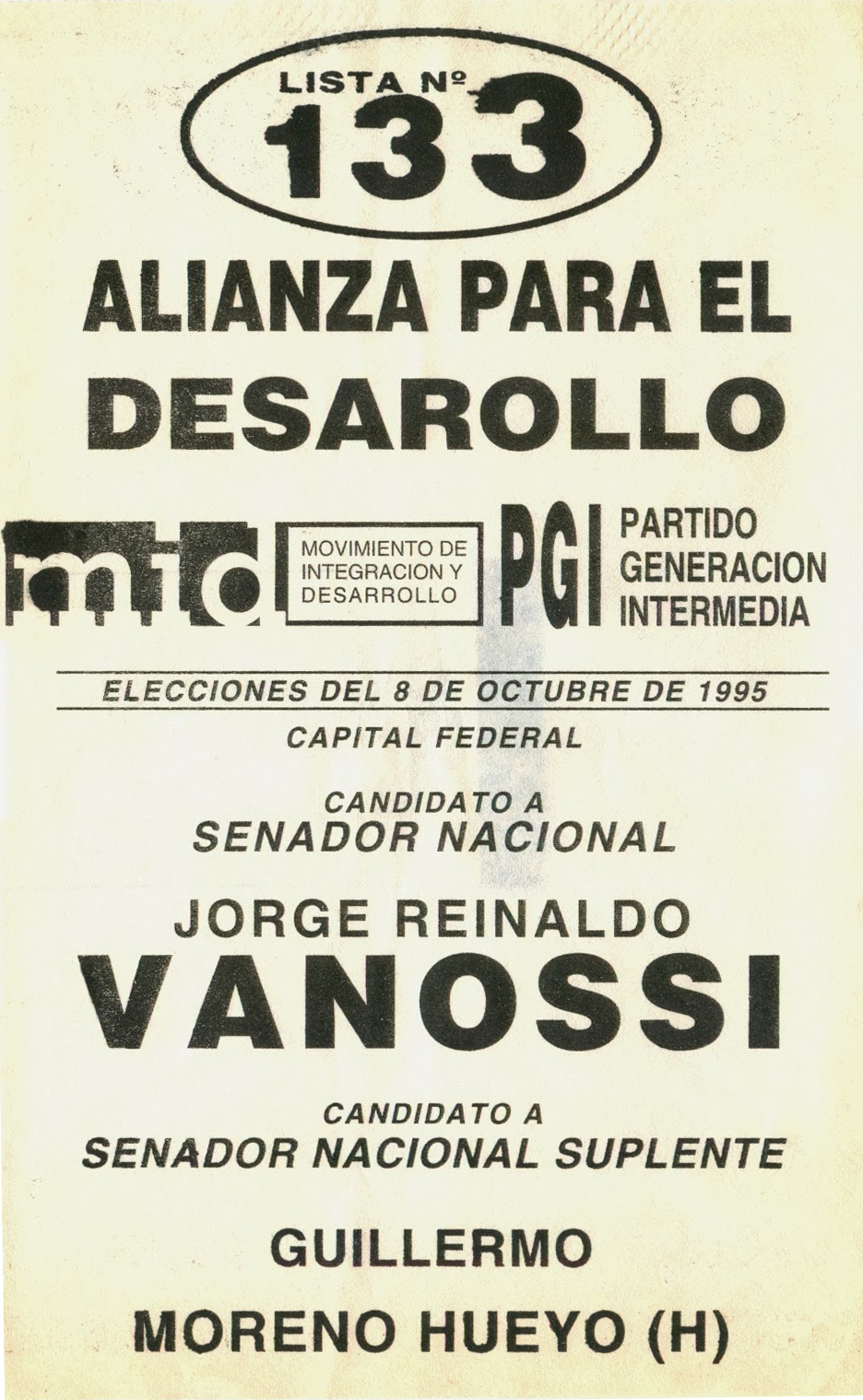
Alianza para el Desarrollo
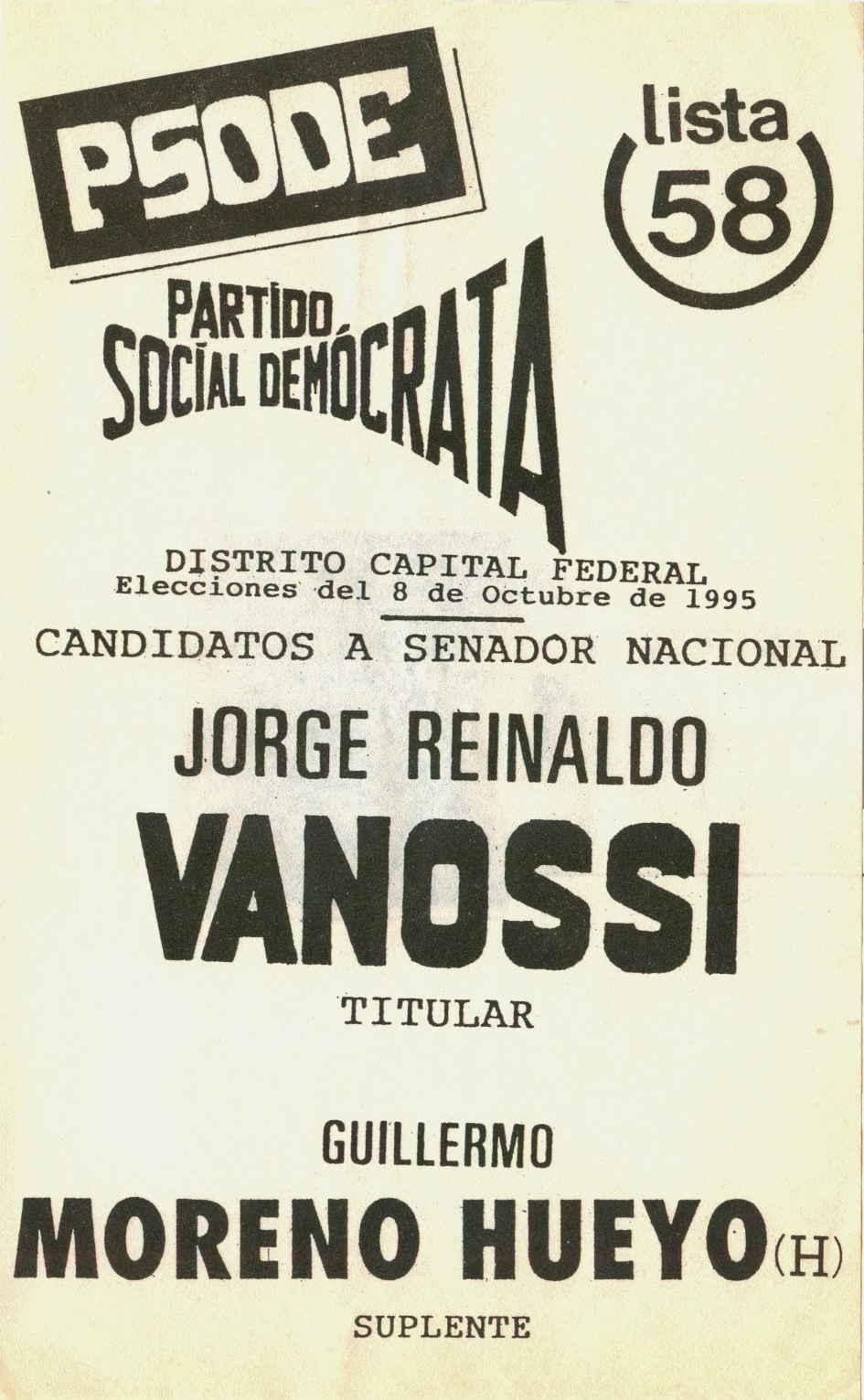
Partido Social Demócrata
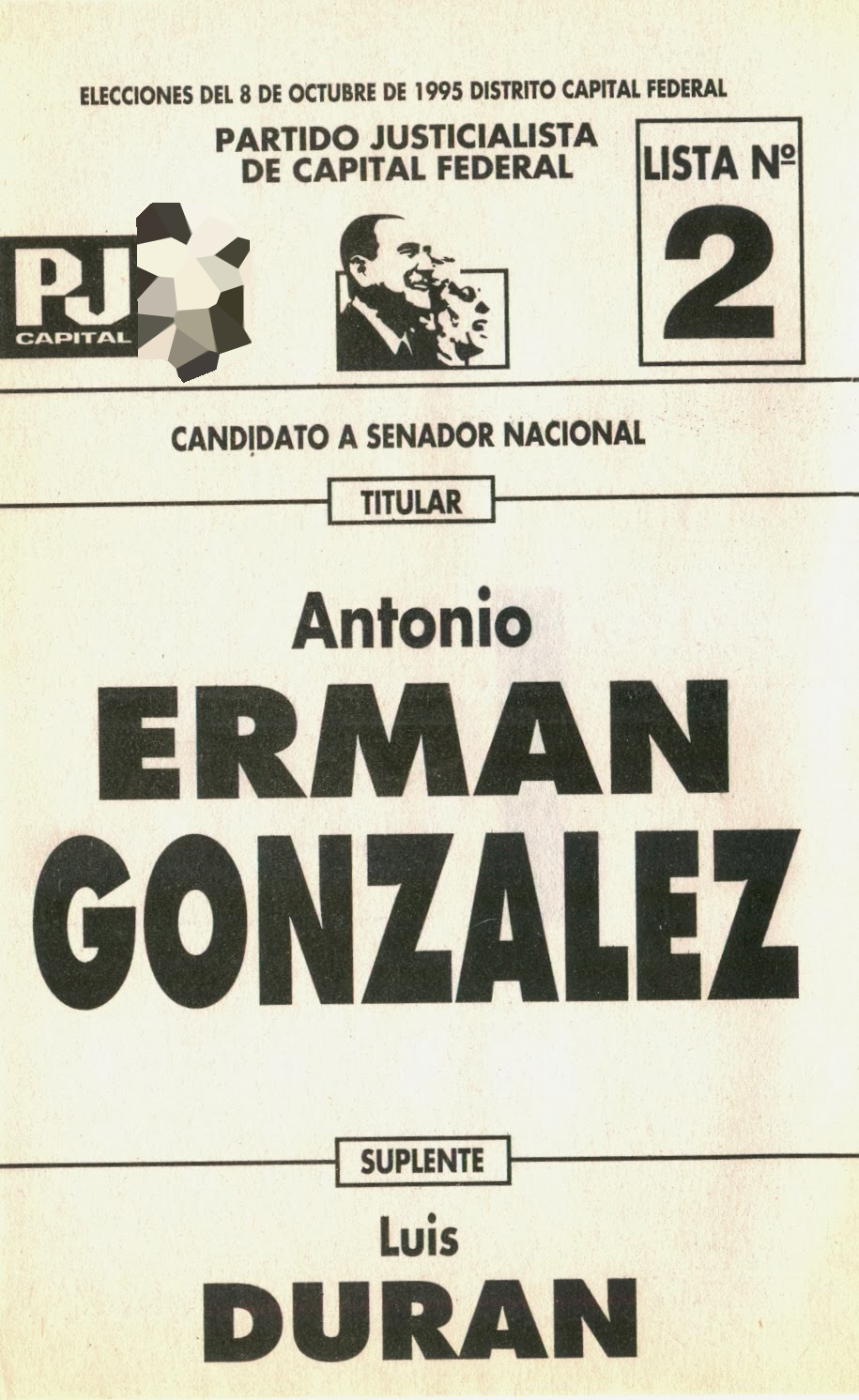
Partido Justicialista
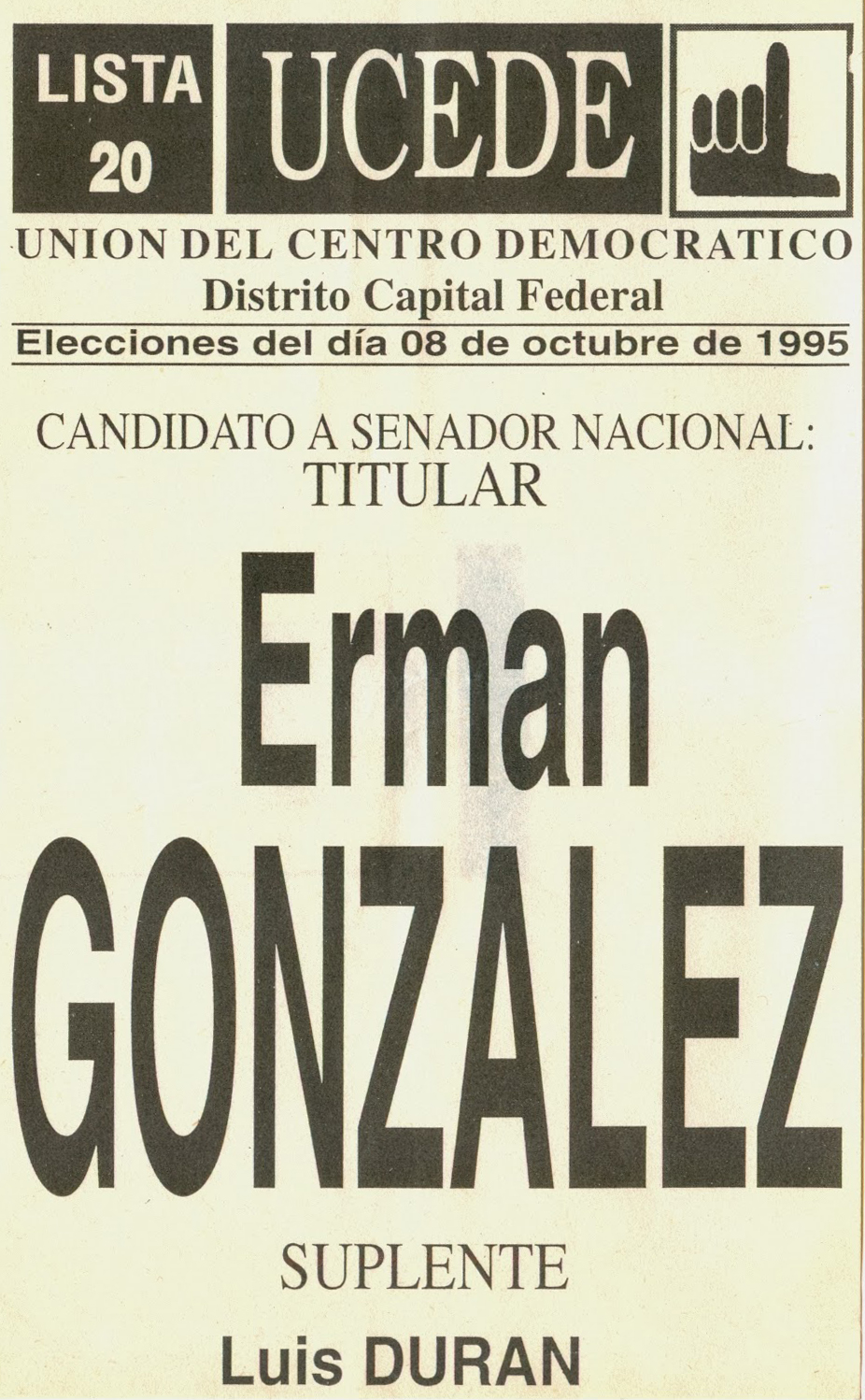
Unión del Centro Democrático
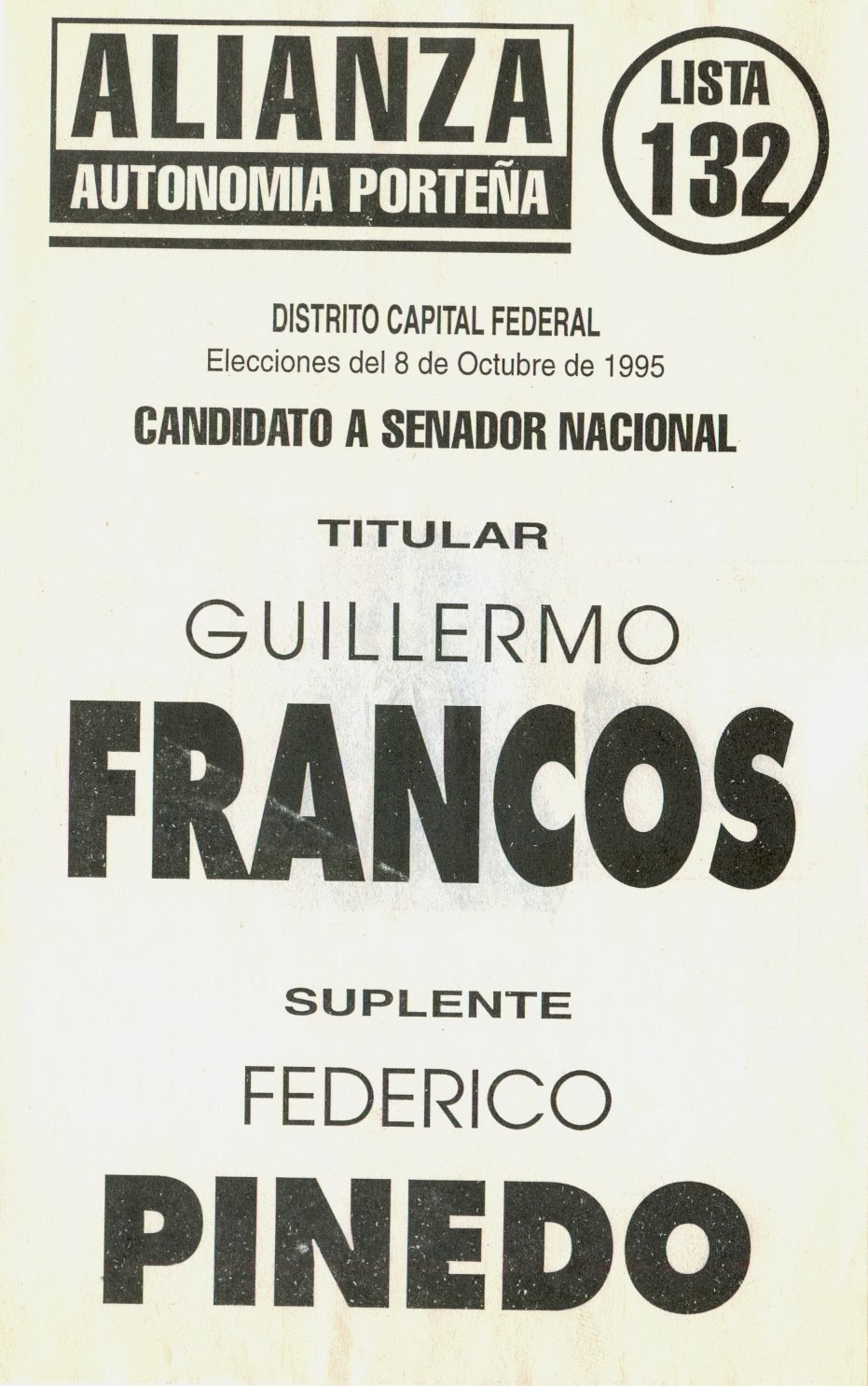
Alianza Autonomía Porteña
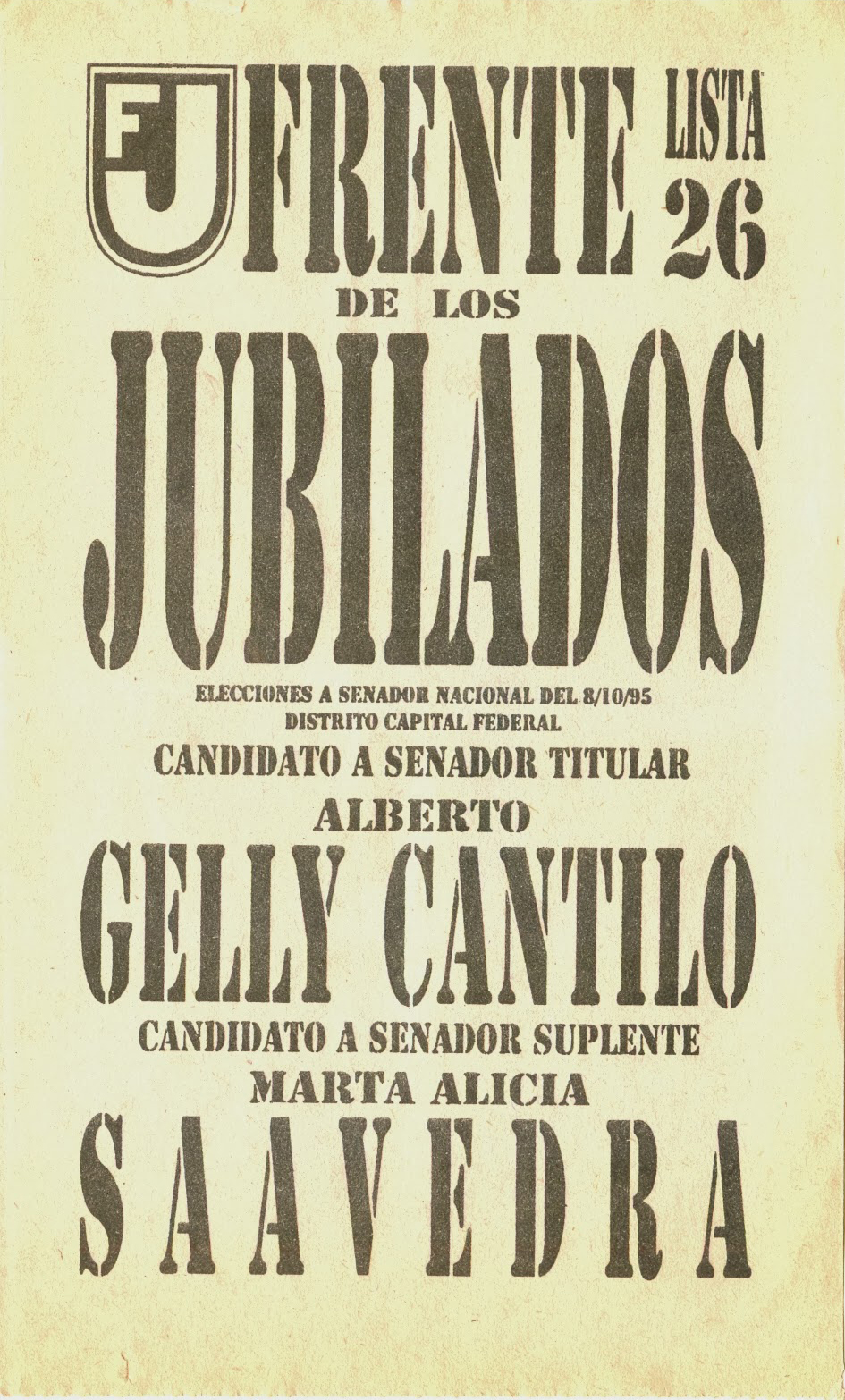
Frente de los Jubilados
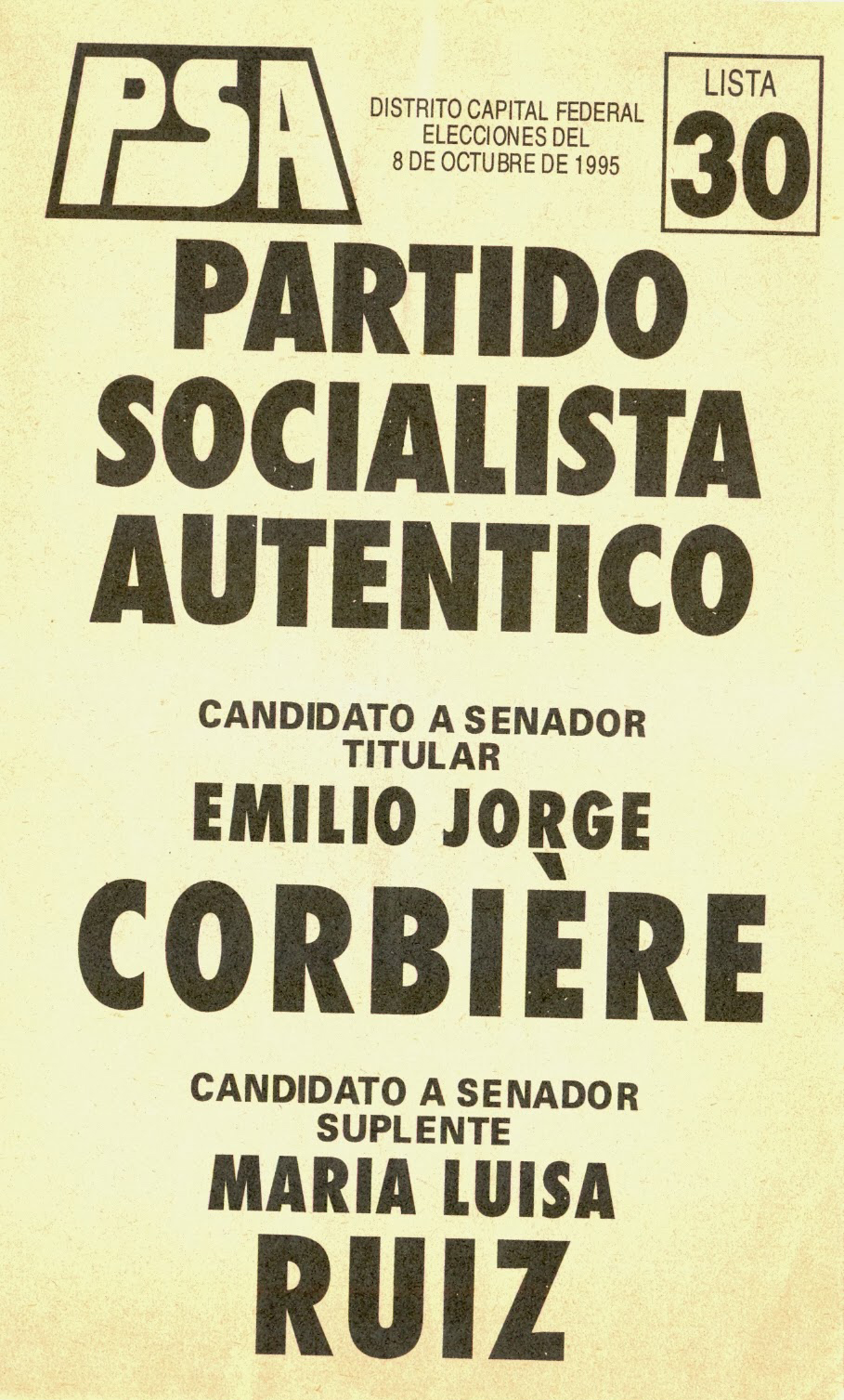
Partido Socialista Auténtico
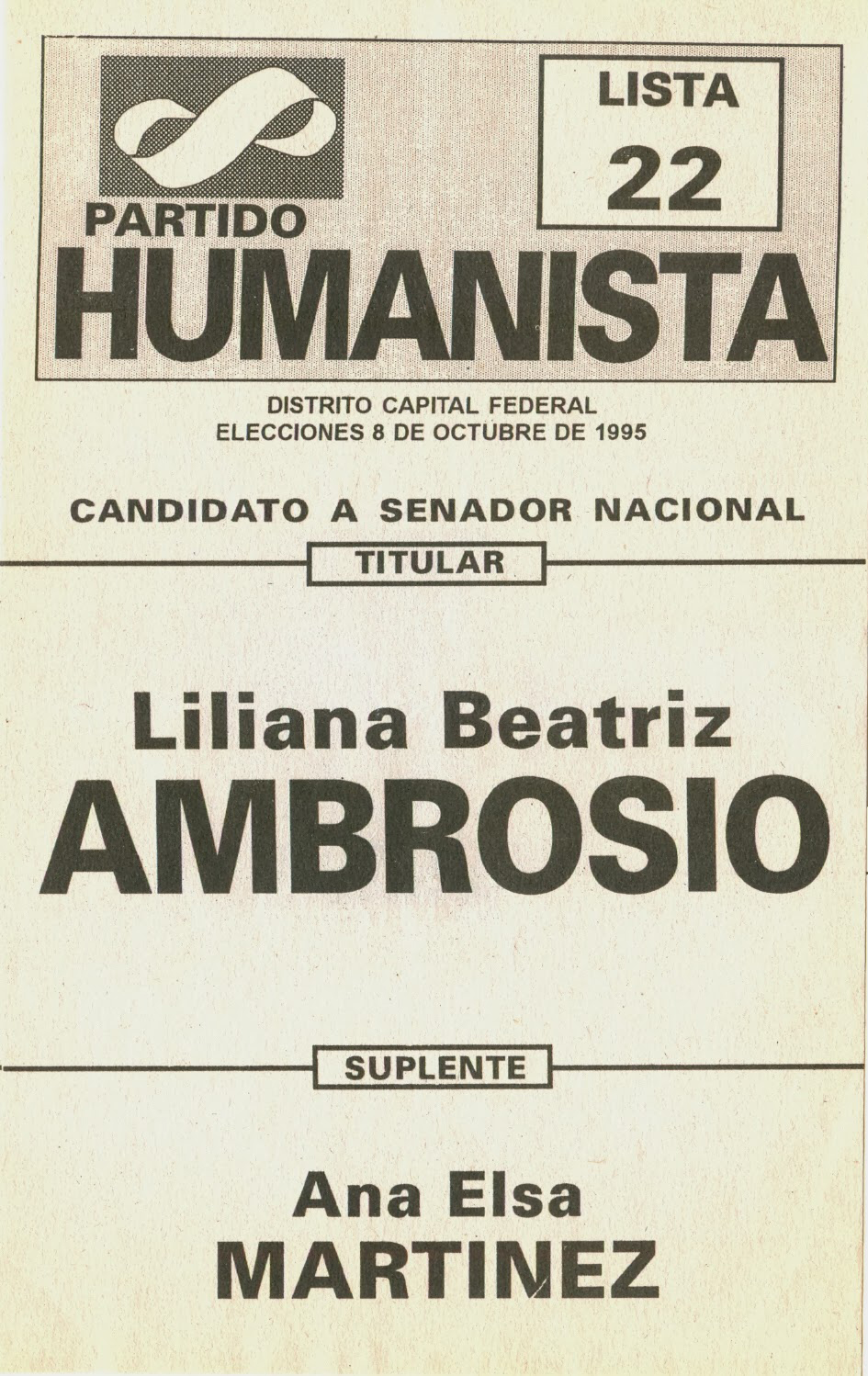
Partido Humanista
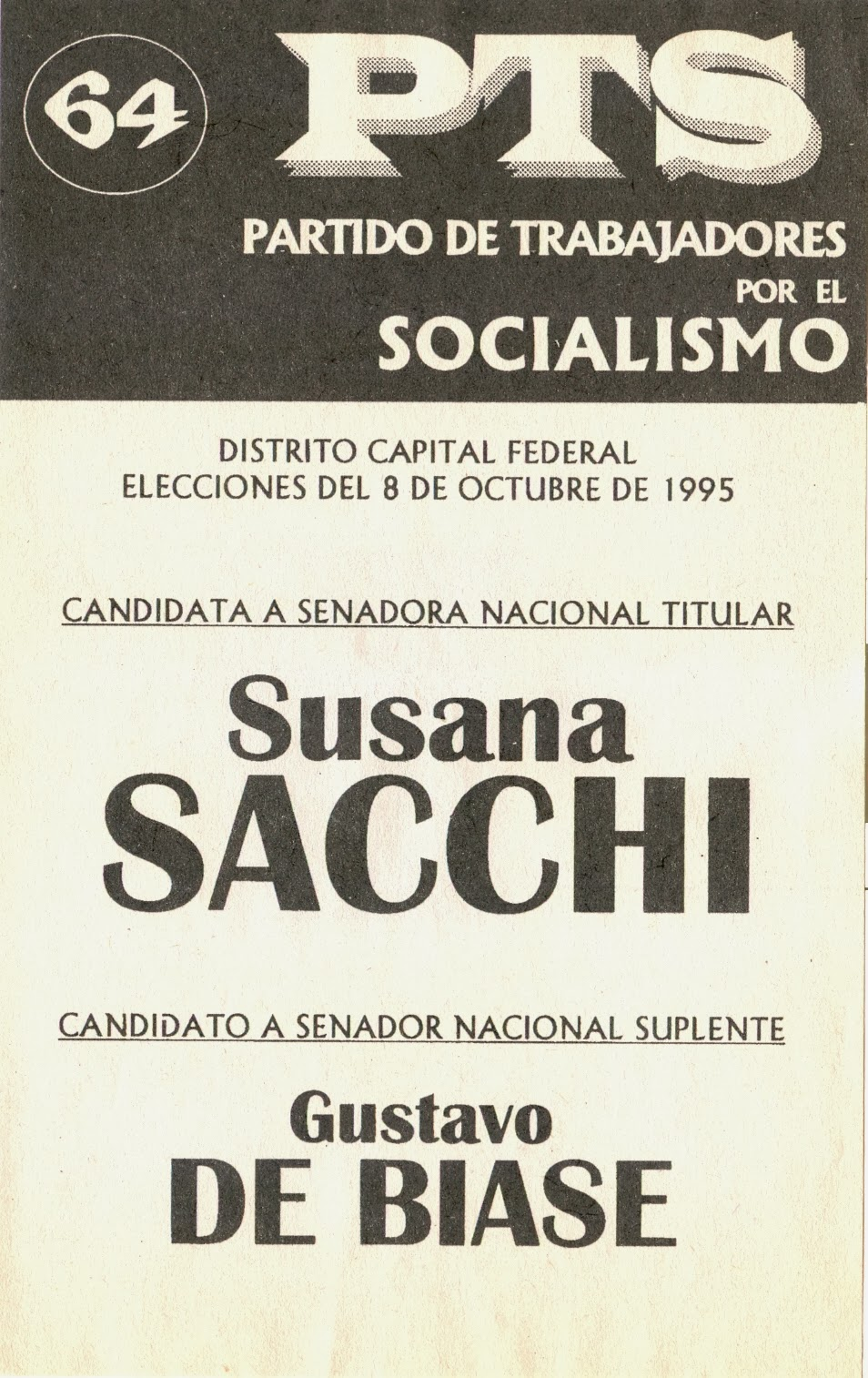
Partido de Trabajadores por el Socialismo
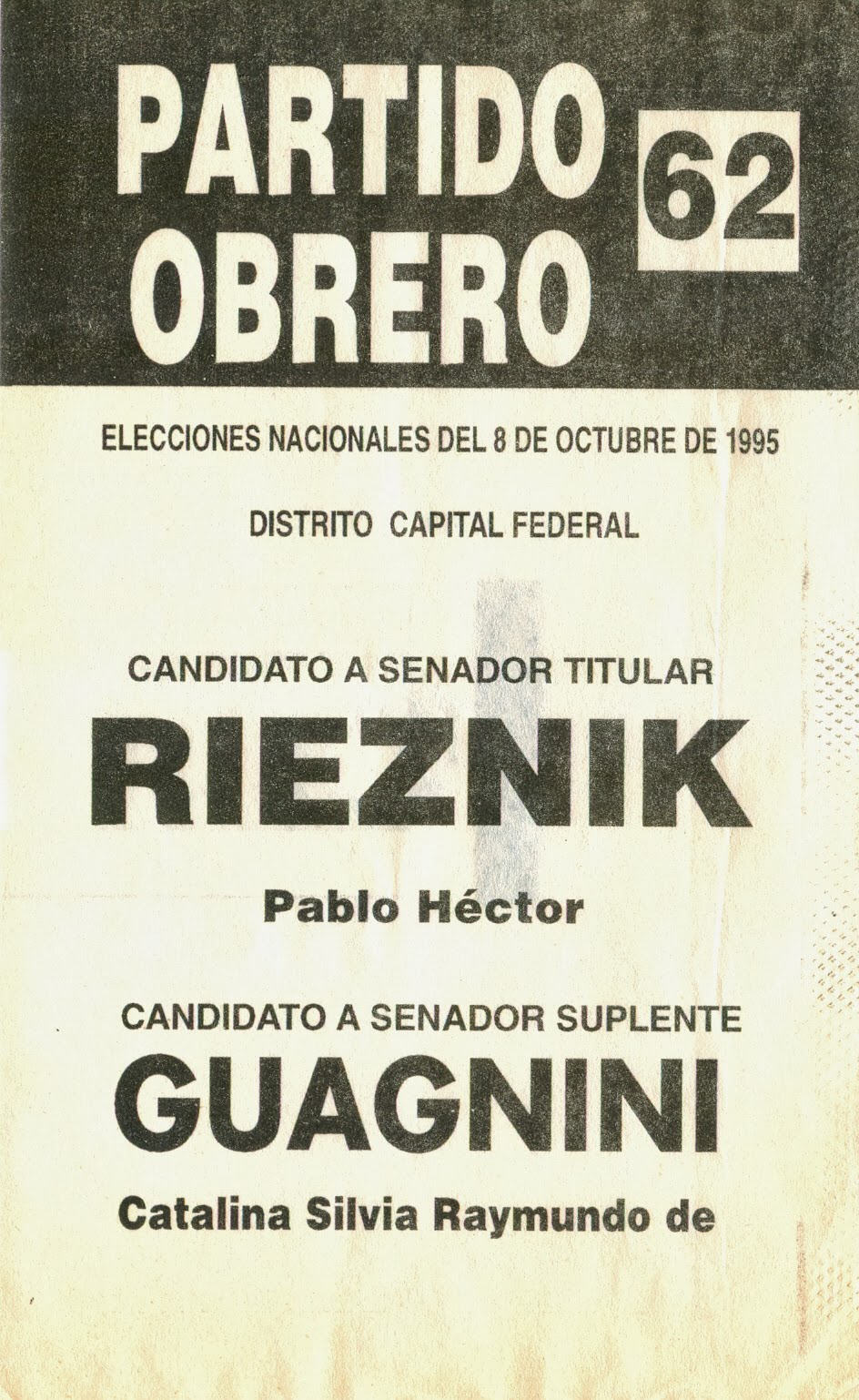
Partido Obrero
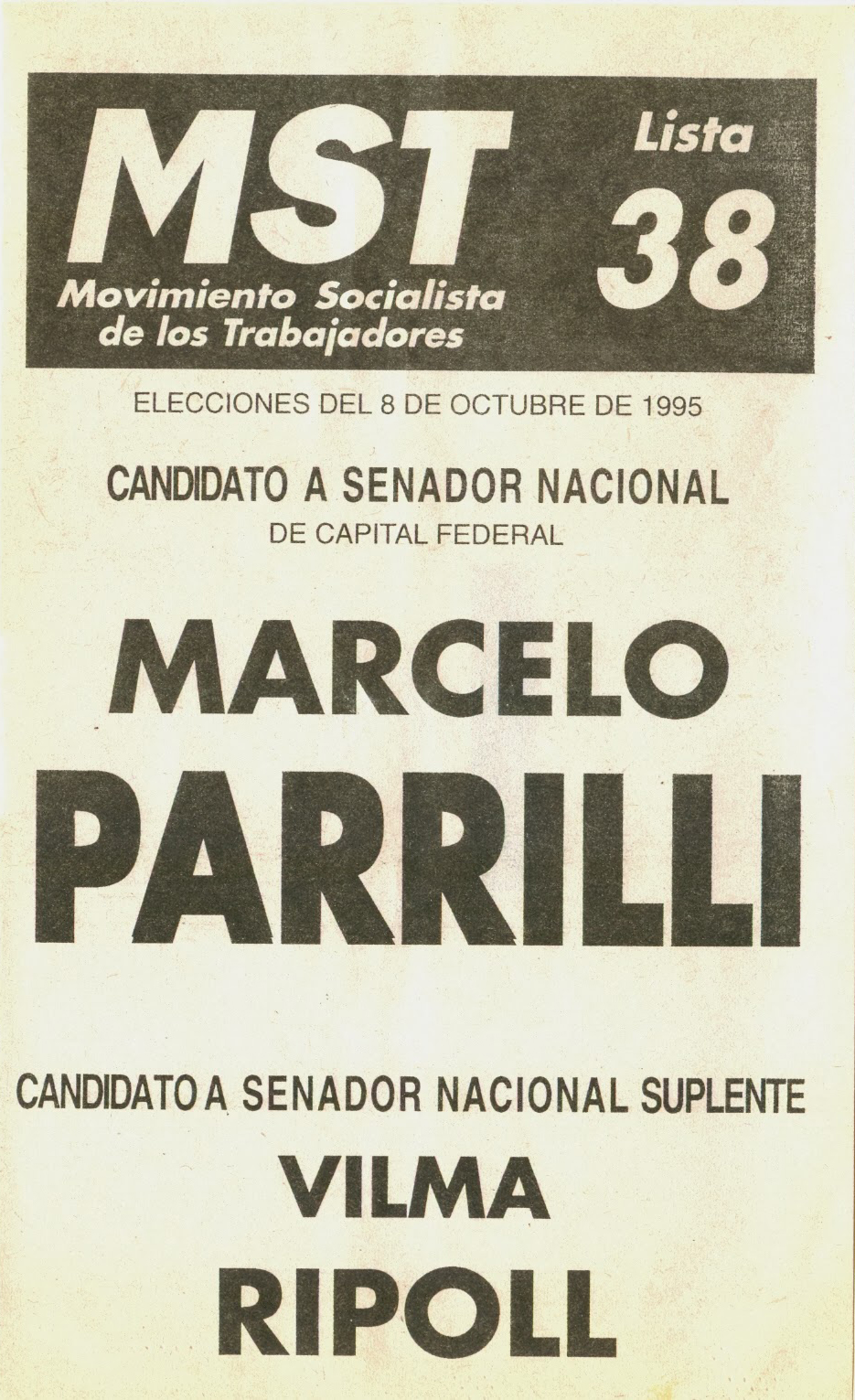
Movimiento Socialista de los Trabajadores
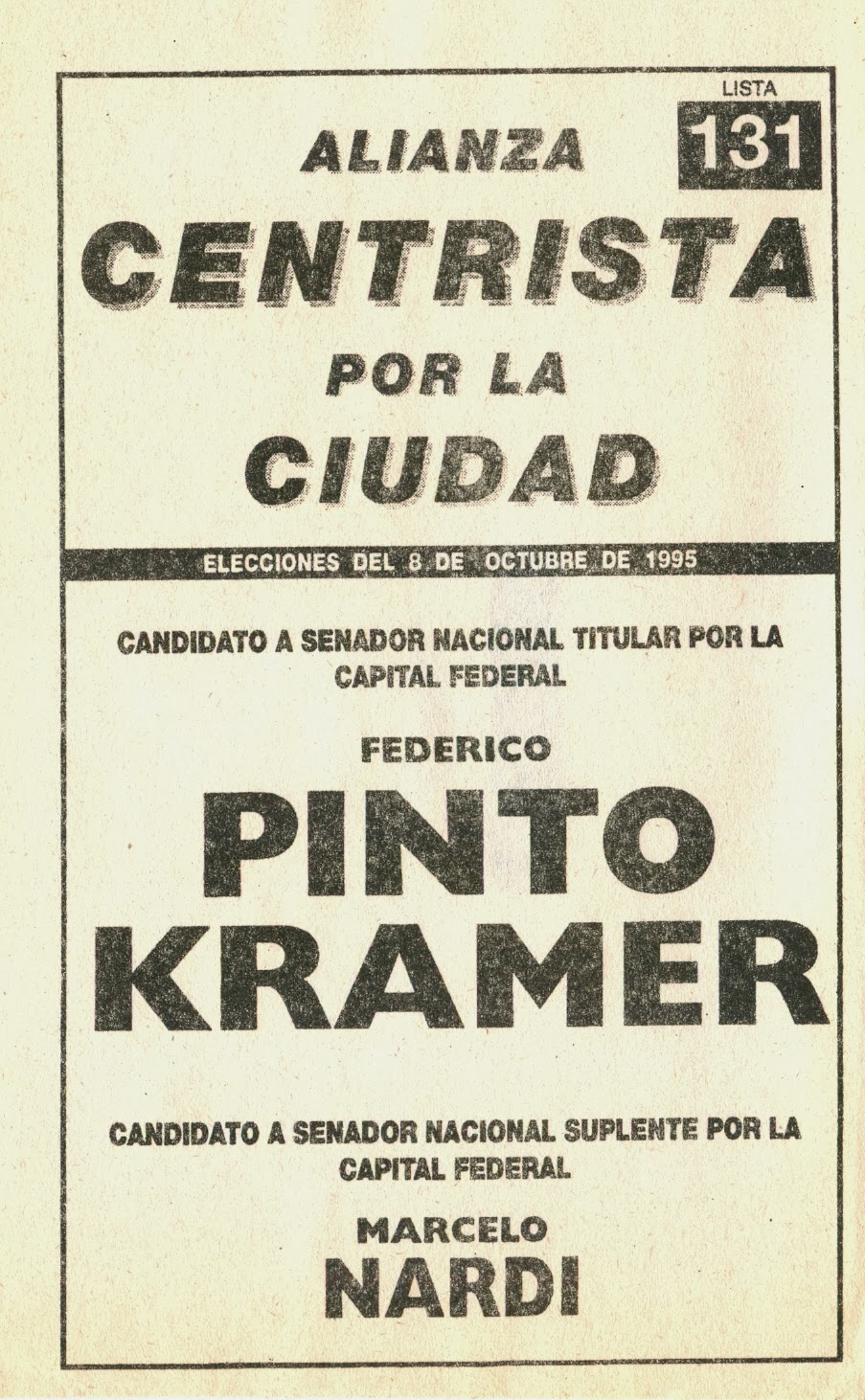
Alianza Centrista por la Ciudad